# 1315
1315 (MCCCXV) fue un año común comenzado en miércoles del calendario juliano.

## Acontecimientos
- 19 de marzo. El rey de Francia, Luis X el Hutín promulga la Carta de los Normandos, por la que se compromete a dejar al Échiquier de Normandía la justicia que afectaba a Normandía, a no solicitar a los señores más que el servicio militar habitual, a no subir las ayudas fiscales, a hacer verificar al completo los tres años de la actividad de los agentes reales.[1][2]Símbolo de la unidad de Normandía, esta carta recuerda a la Carta Magna de los ingleses y los cuadernos de agraviso la invocarán todavía en 1789.[3]
- 26 de mayo - Edward Bruce, al frente de un ejército de unos 6000 hombres, desembarca en el Úlster, iniciando la Invasión de Irlanda como parte de las Primera Guerra de Independencia Escocesa
- 15 de noviembre - En Morgarten, al sur de Zúrich, unos 1500 montañeros (acompañados por tropas de otros valles) repelen las tropas (unos 3000 a 5000 soldados profesionales) del duque Leopoldo I de Austria, señor de los Habsburgo en lo que se conoce como la batalla de Morgarten.
- Un verano inusualmente lluvioso y frío provoca la pérdida de las cosechas y marca el comienzo de la Gran Hambruna de 1315-1317.
- Algunos propietarios de Calabria, ofrecieron fondos a los valdenses para cultivarlos en cambio de una cuota anual, con el poder de establecer algunas comunidades libres de las obligaciones feudales.[4]

## Nacimientos
- Jaime III de Mallorca

## Fallecimientos
- Enguerrand de Marigny chambelán y ministro del rey Felipe IV de Francia el Hermoso muere ejecutado en Montfaucon.
- Esclaramunda de Foix, reina de Mallorca.
- 29 de junio: Ramon Llull, escritor y filósofo mallorquín (Corona de Aragón, actual España).
- 15 de agosto: Margarita de Borgoña, reina consorte navarra y francesa (n. 1290).